# Herrarnas sabel vid olympiska sommarspelen 1972
Herrarnas sabel-tävling i de olympiska fäktningstävlingarna 1972 i München avgjordes den 30-31 augusti.

## Medaljörer
| Event         | Guld                | Silver             | Brons                   |
| Sabel, herrar | Viktor Sidjak (URS) | Péter Maróth (HUN) | Vladimir Nazlimov (URS) |

## Resultat
| Fäktare               | Land           |
| --------------------- | -------------- |
| Viktor Sidjak         | Sovjetunionen  |
| Péter Marót           | Ungern         |
| Vladimir Nazlimov     | Sovjetunionen  |
| Michele Maffei        | Italien        |
| Régis Bonissent       | Frankrike      |
| Tamás Kovács          | Ungern         |
| Jerzy Pawłowski       | Polen          |
| Paul Apostol          | USA            |
| Iosif Budahazi        | Rumänien       |
| Paul Wischeidt        | Västtyskland   |
| Bernard Vallée        | Frankrike      |
| Boris Stavrev         | Bulgarien      |
| Mario Aldo Montano    | Italien        |
| Manuel Ortíz          | Kuba           |
| Józef Nowara          | Polen          |
| Dan Irimiciuc         | Rumänien       |
| Alfonso Morales       | USA            |
| Rolando Rigoli        | Italien        |
| Alex Orban            | USA            |
| Tibor Pézsa           | Ungern         |
| Walter Convents       | Västtyskland   |
| Knut Höhne            | Västtyskland   |
| Philippe Bena         | Frankrike      |
| Janusz Majewski       | Polen          |
| Stoyko Lipchev        | Bulgarien      |
| Guzman Salazar        | Kuba           |
| Richard Oldcorn       | Storbritannien |
| Hanns Brandstätter    | Österrike      |
| Eddy Ham              | Nederländerna  |
| John Deanfield        | Storbritannien |
| Francisco de la Torre | Kuba           |
| Anani Michajlov       | Bulgarien      |
| Fritz Prause          | Österrike      |
| Sandor Gombay         | Schweiz        |
| Roberto Alva          | Mexiko         |
| Constantin Nicolae    | Rumänien       |
| Bernd Brodak          | Österrike      |
| Mark Rakita           | Sovjetunionen  |
| Vicente Calderón      | Mexiko         |
| Guillermo Saucedo     | Argentina      |
| Fernando Lupiz        | Argentina      |
| Janos Mohoss          | Schweiz        |
| Enrique Barza         | Peru           |
| Ioannis Hatzisarantos | Grekland       |
| Mehmet Akpınar        | Turkiet        |
| Chan Matthew          | Hongkong       |
| Robert Elliott        | Hongkong       |
| Fawzi Merhi           | Libanon        |
| Yves Daniel Darricau  | Libanon        |
| Richard Cohen         | Storbritannien |
| Bob Foxcroft          | Kanada         |
| Hermilo Leal          | Mexiko         |
| Istvan Kulcsar        | Schweiz        |